# بيتيو
بِيتْيُو هي مدينة تقع في محافظة نوربوتن في السويد. يبلغ عدد سكانها حوالي 23,326 نسمة. تعتبر المدينة جزءاً من منطقة نوردلاند في أقصى شمال السويد، وتتمتع بمناظر طبيعية خلابة تشمل الغابات الكثيفة والجبال. تُعد بيتيو من المدن الصغيرة نسبيًا في السويد، حيث تتميز بتاريخها الغني وثقافتها المحلية. كما أن المنطقة تشهد فصول شتاء طويلة وباردة، ما يجعلها وجهة مثالية للأنشطة الشتوية مثل التزلج ورياضات الجليد.
تعتبر المدينة نقطة انطلاق للعديد من الرحلات السياحية التي تستكشف الطبيعة القطبية الشمالية، وتُعد بيئة مثالية لعشاق الطبيعة والهدوء بعيداً عن صخب المدن الكبرى.